# Cascata delle Marmore
De Cascata delle Marmore (Waterval van Marmore) is een kunstmatige waterval in de buurt van Marmore bij Terni in Umbrië, Italië.
De waterval ligt aan het einde van de rivier Velino, die daar met de watervallen als linker nevenrivier in de Nera stroomt. De aanleg van de waterval, destijds met de naam Cavo Curiano, is begonnen in 271 voor Christus in opdracht van de Romeinse consul Manius Curius Dentatus. Hierdoor werd het verloop van de Velino veranderd. De waterval heeft een hoogte van 165 m, waarmee het niet alleen een van de hoogste watervallen van Italië is, maar ook de hoogste door mensen gerealiseerde waterval ter wereld. Een bijzonder uitzichtspunt is de Balcone degli Innamorati (Balkon der Verliefden), alleen bereikbaar via een 50 meter lange tunnel. Een ander uitzichtspunt is Specola, in 1781 in opdracht van paus Pius VI gerealiseerd. De waterval functioneert niet continu, maar wordt twee- tot driemaal per dag aangezet.

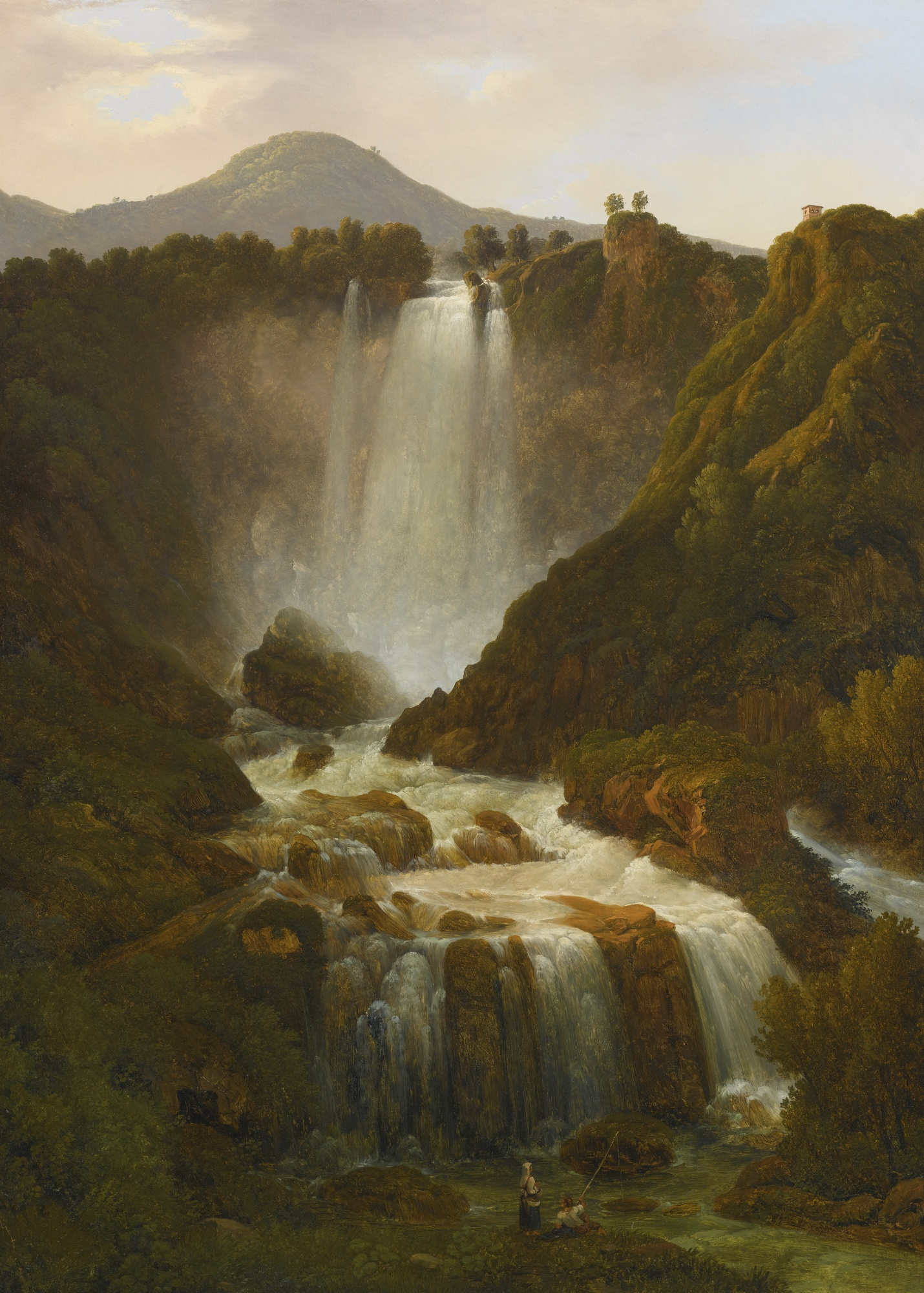
Schilderij van de watervallen van Giambattista Bassi uit 1820
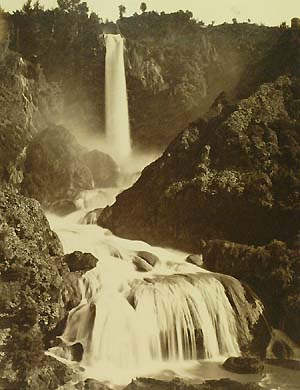
Foto van Giorgio Sommer (1834–1914)
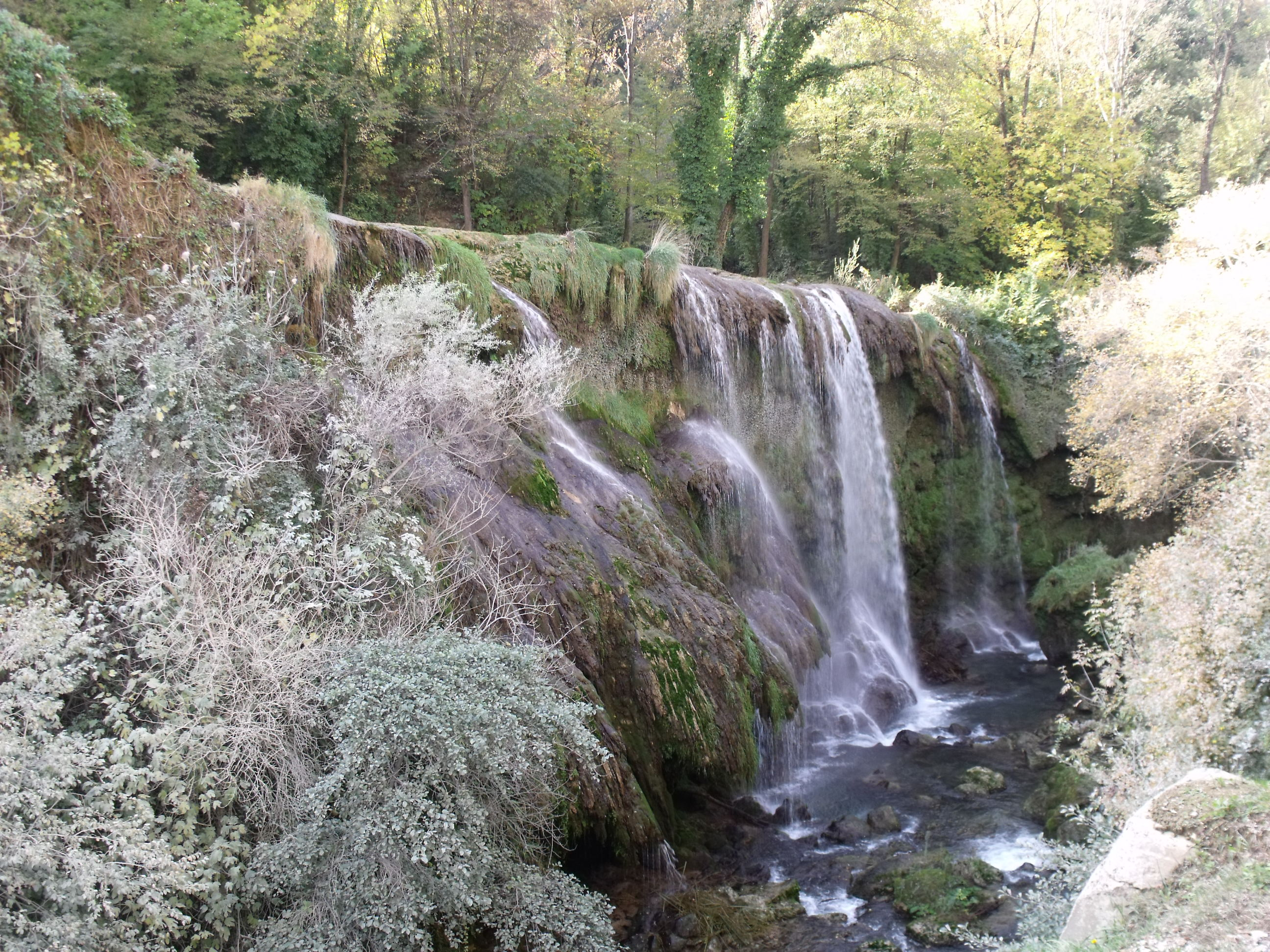
Het samenkomen van de Velino en de Nera bij de watervallen